# 어라하
어라하(於羅瑕)는 백제 국왕을 달리 이르는 호칭이다.
『주서(周書)』 이역전(異域傳) 백제조에 의하면 “왕의 성은 부여씨(夫餘氏)이고 이름은 ‘어라하’라 하는데 백성은 ‘건길지(鞬吉支)’라고 부른다. 이것은 한자어로 왕과 같다. 처는 ‘어륙(於陸)’이라 하는데 한자로 비(妃)가 된다.”고 하였다.
이 구절은 부여계 언어와 한계(韓系) 토착언어와의 차이를 단적으로 말하여 주고 있는 셈이다. 그러나 어느 시기나 지배층의 용어와 일반민의 용어에는 큰 차이가 있었던 만큼, 이 구절을 부여계 언어와 백제 토착언어와의 언어차를 반영하는 것으로 볼 수 없다는 견해도 있다.
‘어라하’의 ‘어라’는 ‘대(大)’를 뜻하는 ‘엄니’·‘욱리’·‘아리’와 관련이 있으며, ‘하’는 부여어족·고구려어에서 왕을 가리키는 ‘가(加)’와 관계 있다고 생각되며 애초 대왕의 의미에서 기원하였다고 볼 수 있다.
'건길지'의 '건'은 ‘큰(大)’을 음차한 것이며, '길지'는 '우두머리(首·長)'을 뜻하는데 변진의 '거수(渠首)', 진한의 '거수(渠帥)', 동옥저의 '장수(長帥)', 삼한의 '주수(主帥)'는 모두 같은 의미의 이사 표기로 본다. 천소영(1990)은 신라의 관등 '길사(吉士)·계지(稽知)·길차(吉次)'도 '首·長'을 의미하며, 『일본서기』에 백제 국왕을 'koni-kisi'(鞬吉支)라 훈독한 사실이나, 일본 현행어에서 'kasi-ra(首)의 'kasi'와 동계어(同軌語)라 하였다.

### 내용주
1. ↑  弁辰亦十二國 又有諸小別邑 各有渠首 《三國志 魏志 弁韓》
2. ↑  或名之為秦韓 有城柵屋室 諸小別邑各有渠帥 《後漢書 辰韓》
3. ↑  無大君王 世世各邑落各有長帥 《三國志 魏志 東沃沮》
4. ↑  國邑雖有主帥 邑落雜居  《三國志 魏志 馬韓》

### 참조주
1. ↑  김상윤, 《‘갓/것’(物) 語彙의 語源과 의미 기능 -‘항것’(主人)과 관련하여-》, 강원대학교 인문과학연구소, 2012년, 59쪽.

## 참고 문헌
『주서(周書)』
『한국어(韓國語)의 계통(系統)』(김방한, 민음사, 1983)